# Chuyện nhà gấu
Chuyện nhà gấu (tiếng Nga: Сказка о медведихе) là một truyện thơ còn dang dở của A.S.Pushkin, có lẽ đã được viết trong thời gian Pushkin ở tại làng Boldino - mùa thu năm 1830. Tác phẩm được công bố vào năm 1855.

## Xem thêm

Gấu Mẹ và Gấu Con - Tranh của V.N.Masyutin (1924)
Người thợ săn đâm chết Gấu Mẹ - Tranh của V.N.Masyutin (1924)
Vợ chồng người thợ săn hả hê với món hời - Tranh của V.N.Masyutin (1924)

## Nội dung

### Nhân vật

Gấu Mẹ và Gấu Con
Vợ chồng người thợ săn